# Ian Plimer
Ian Rutherford Plimer (12 febbraio 1946) è un geologo australiano.
È uno dei principali scienziati mondiali che attribuisce e sostiene che il  riscaldamento globale avviene solo per cause naturali quali l'attività solare, i vulcani e fattori astronomici.

## Biografia
Dopo il diploma di scuola secondaria superiore conseguito a Sydney, Plimer ha studiato all'Università del Nuovo Galles del Sud, dove ha conseguito nel 1968 il Bachelor of Science in ingegneria mineraria. Dal 1968 al 1973 ha lavorato a tempo parziale come tutor all'Università Macquarie, studiando contemporaneamente per il dottorato. Dopo aver conseguito il Ph.D in geologia nel 1973 all'Università Macquarie, ha lavorato come lettore all'Università del Nuovo Galles del Sud dal 1974 al 1979. Ha poi lavorato per la compagnia North Broken Hill Ltd. dal 1979 al 1982, diventando capo geologo ricercatore. In questo periodo ha pubblicato diversi articoli scientifici, per cui nel 1982 è stato chiamato a lavorare come lettore senior all'Università del New England. Nel 1985 è diventato professore di geologia all'Università di Newcastle, incarico che ha ricoperto fino al 1991, anno in cui è stato nominato professore di geologia e capo del Dipartimento di Scienze della Terra dell'Università di Melbourne. Plimer ha lavorato all'Università di Melbourne fino al 2005, anno in cui è stato nominato professore emerito. Nel 2006 è stato nominato professore di geologia mineraria all'Università di Adelaide, incarico che ha mantenuto fino al 2012, anno in cui si è ritirato dall'attività accademica. Plimer ha effettuato studi sui giacimenti minerari, in particolare il giacimento di Broken Hill in cui ha scoperto un nuovo minerale che in sui onore è stato chiamato "plimarite". Nel corso della sua carriera, Plimer è stato autore o coautore di più di 120 articoli e ha pubblicato nove libri; è stato inoltre uno dei curatori editoriali di un'enciclopedia della geologia. Plimer ha avuto inoltre incarichi di consulenza da parte di numerose compagnie minerarie australiane di numerose e ha fatto parte del consiglio di amministrazione di alcune compagnie.

## Posizioni sui cambiamenti climatici
Plimer ha assunto una posizione scettica sulle cause antropiche del riscaldamento globale, sostenendo che i cambiamenti climatici sono normali, sono sempre esistiti, sono dovuti a cicli naturali e non ci sono prove che l'anidride carbonica causata dalle attività umane possa aumentare il riscaldamento globale. Plimer è affiliato all' Institute of Public Affairs, un centro studi di orientamento conservatore sostenitore delle politiche di mercato, che promuove lo scetticismo sul cambiamento climatico. Nel 2009 Plimer ha pubblicato il libro Heaven and Hearth- Global Warming: The Missing Science,  in cui sostiene che i modelli climatici danno troppa attenzione ai gas serra e non considerano altri fattori naturali, come le variazioni dell'attività solare. Altri scienziati hanno criticato il libro, accusando Plimer di avere travisato le fonti e non avere usato correttamente i dati. Alcuni critici hanno descritto il libro come antiscientifico e hanno affermato che contiene numerosi errori da cui Plimer ha tratto false conclusioni. Altri geologi, come lo statunitense Donald Prothero, partendo dagli stessi dati di Plimer sono arrivati a conclusioni opposte e ritengono che l'attuale riscaldamento globale sia reale e causato in modo determinante dall'attività umana. Nel 2012 Plimer ha pubblicato il libro How to get expelled from school: a guide to climate change for pupils, parents and punters, un libro scettico sui cambiamenti climatici scritto sotto forma di domande e risposte e rivolto ai bambini delle scuole. In seguito alle reazioni negative di insegnanti di scuola e scienziati del clima, il Dipartimento per i cambiamenti climatici e l'efficienza energetica dell'Australia ha predisposto un documento che confuta le risposte contenute nel libro.

## Libri pubblicati

### Come autore
- Mineral collecting localities of the Broken Hill district, Peacock Publications, Hyde Park, S.A., 1977
- Telling lies for God – reason vs creationism, Random House, Sydney, 1994
- Minerals and rocks of the Broken Hill, White Cliffs and Tibooburra districts: a guide to the rocks and minerals of the Broken Hill district, Peacock Publications, Norwood, S. Aust., 1994
- A journey through stone: the Chillagoe story, the extraordinary history and geology of one of the richest mineral deposits in the world, Reed Books, Kew, Vic., 1997
- A short history of planet Earth, ABC Books, 2001
- Heaven and Earth, Quartet Books, 2009
- How to Get Expelled from School, Gracewind, 2012
- Not for greens: he who sups with the Devil should have a long spoon, Connor Court Pub., Ballarat, Vic., 2014
- Green Murder, Connor Court Publishing, 2021

### Come curatore editoriale
- Richard C. Selley, L. Cocks, M. Robin, Ian R. Plimer, Encyclopedia of Geology, Academic Press, 2005